# Thule Group

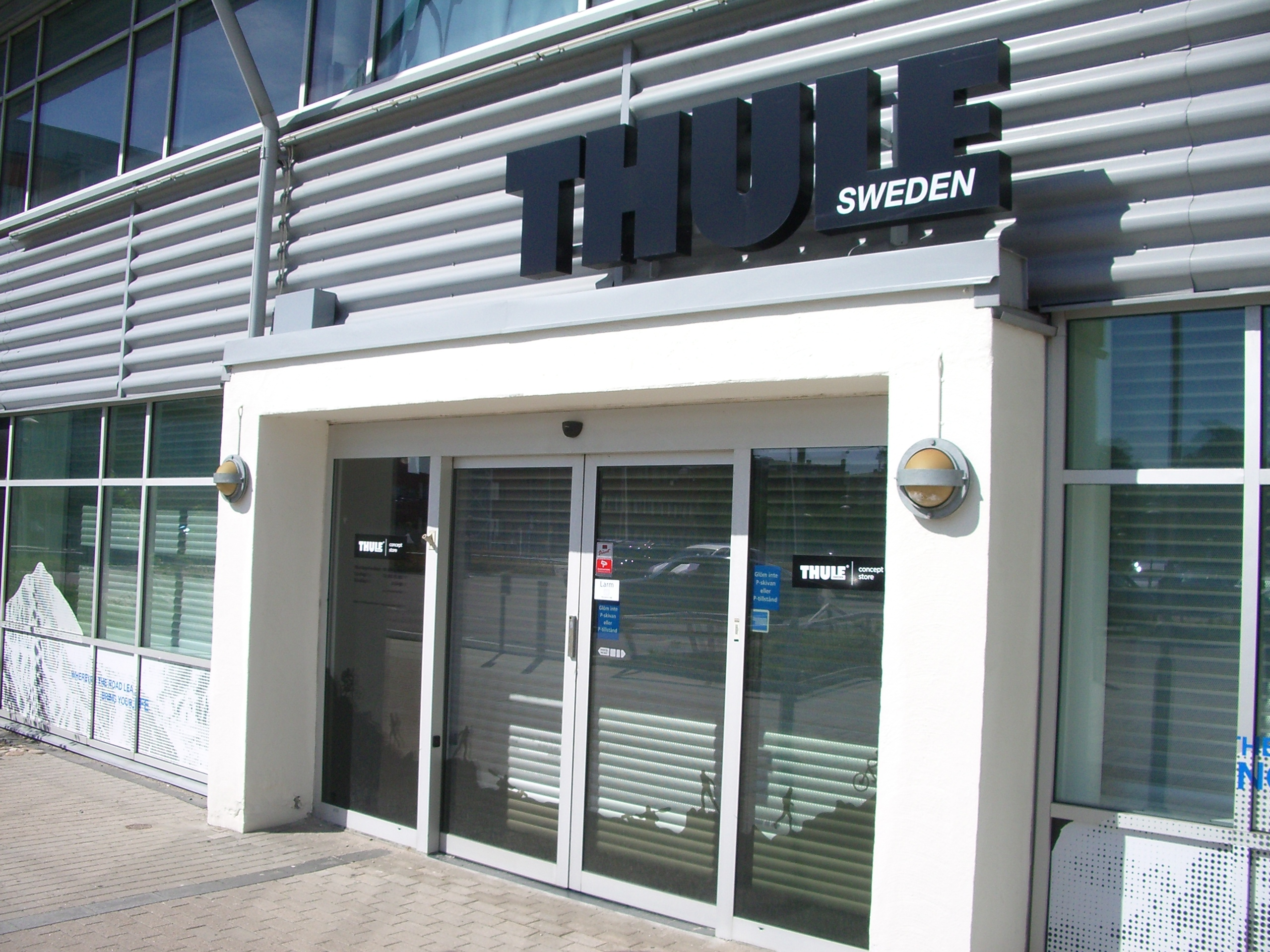
Thule Concept Store at Trelleborgsvägen 14, Malmö (Sweden).

Thule Group es una empresa multinacional de origen sueco que diseña y produce equipamiento para vehículos a motor y accesorios para autocaravanas, carritos para niños, transportines para perros, remolques para niños, perros y artículos de deportes, sillas de coche para bebés, y mochilas y fundas para cámaras fotográficas, ordenadores portátiles y tabletas. 
La sede de la empresa se trasladó de Hillerstorp a Malmö en 2003. Cuenta asimismo con oficinas y fábricas en Seymour (Connecticut, EE. UU.), Menen (Bélgica) y Hillerstorp (Suecia).

## Historia
Erik Thulin funda la empresa en Hillerstorp (Suecia) en 1942 con su primer producto, una trampa para la pesca del lucio, al que siguió una protección para faros de los vehículos de la época.
En los años 60 comienzan con el diseño y comercialización de bacas y cestas de techo para vehículos.
En la década de los 70 introducen el primer cofre para esquíes y en los 80 producen los primeros soportes para tablas de surf.
Ya en los años 90 diseñan los primeros portabicicletas para bolas de remolque de vehículos y en los primeros años del siglo XX adquieren la empresa especializada en cadenas de nieve König, entrando asimismo en el mercado de los accessorios para caravanas.
En 2006 el grupo Thule adquiere la marca de mochilas, estuches y fundas Case Logic. Años más tarde, en 2011, compra la empresa canadiense Chariot Carriers Inc., la cual diseña y comercializa carritos multifuncionales para niños.
En 2016 adquiere la empresa holandesa GMG B.V. la cual diseña y fabrica sillitas de bicicletas para llevar niños.
En 2018 compra la empresa californiana de tiendas de techo Tepui.
En 2024 adquiere la empresa australiana Quad Lock

## Productos
Thule tiene un portfolio de productos amplio bajo las marcas Thule, Case Logic y Quad Lock:
- Bacas y cofres para vehículos.
- Portabicicletas.
- Portaequipajes para deportes acuáticos y de invierno.
- Mochilas para portátiles y tabletas, mochilas de montaña, mochilas portabebés, mochilas de hidratación y alforjas para bicicleta.
- Equipaje y bolsas de viaje.
- Carritos para bebés.[9]
- Remolques y sillas portabebés.
- Remolques para perros y artículos de deporte.
- Accesorios para caravanas, autocaravanas y campers.
- Tiendas de techo.
- Transportines de coche para perros.
- Sillas de coche para bebés y niños.
- Soportes de teléfonos móviles para motocicletas, bicicletas, barcos, automóviles y aviones.

## Marcas actuales
- Thule: bacas, cofres para vehículos, portabicicletas, portaequipajes, remolques y equipaje entre otros productos.
- Case Logic: mochilas, bandoleras, bolsos, estuches y fundas para dispositivos electrónicos y CD/DVDs.
- Quad Lock: soportes de teléfonos móviles para motocicletas, bicicletas, barcos y automóviles, entre otros.

## Marcas antiguas
- Chariot: carritos para niños.
- Yepp (GMG): sillas infantiles para bicicleta.
- Tepui: tiendas para techo de automóviles.[7]
- UWS: cajas para herramientas.
- König: cadenas de nieve para vehículos. Fue parte de Thule Group de 2004 a septiembre de 2015, cuando fue vendida a Schneketten AG.[10]
- Brenderup: remolques para vehículos. Brenderup fue vendida en 2014 por Thule Group al fondo de inversión "Accent Equity 2012".[11]
- Fogelsta: remolques para vehículos. Fogelsta fue vendida en 2014 al igual que la marca anterior.[11]